# 淡江大学
淡江大学（たんこうだいがく、繁: 淡江大學、英: Tamkang University、台湾語：Tām-kang Tāi-ha̍k）は、台湾新北市淡水区にある私立総合大学である。大学の略称は淡大、TKU。

## 概観

### 大学全体
雑誌『Cheers』が実施している「台湾大企業1000社人材戦略・大学生評価」において、淡江大学は24年連続で私学のトップにランキングされている。淡江大学の卒業生は、その評価項目の中で、チームワーク、忍耐力、プレッシャー克服力では、トップクラスの国立大学を凌いでおり、競争の激しい就職市場で高い競争力を維持するようになっている。

### キャンパス

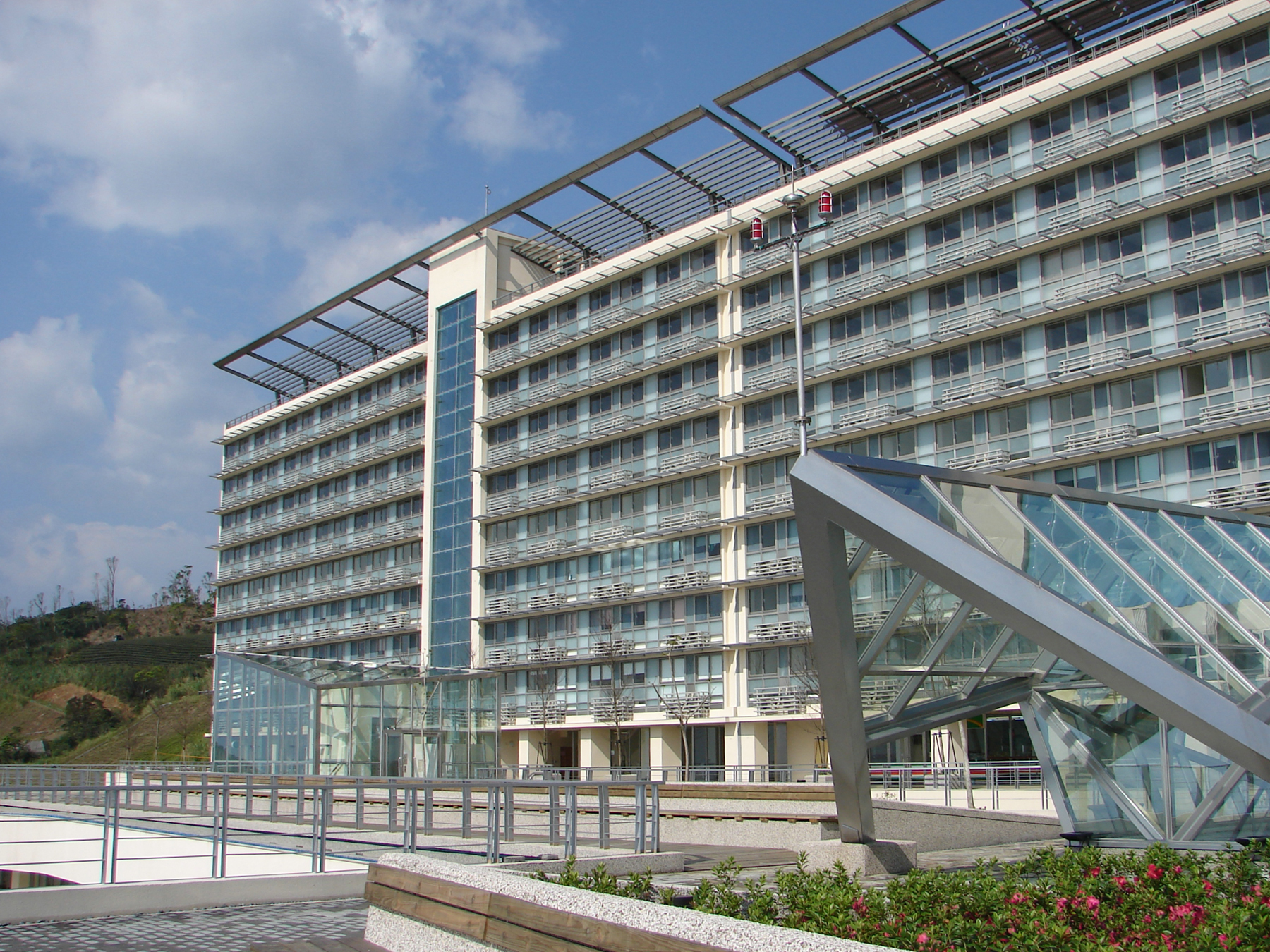
蘭陽キャンパス

- 淡水キャンパス - 新北市淡水区英専路151号。21.7ha[1]。
- 台北キャンパス - 台北市大安区金華街199巷5号。0.3ha[1]。
- 蘭陽キャンパス - 宜蘭県礁溪郷林美村林尾路180号。40.5ha[1]。
- サイバーキャンパス

淡水キャンパス以外での高等教育以外にも、技術教育や生涯学習に重点を於いた台北キャンパスが設けられ、さらに2005年より宜蘭県に授業の90%を英語で行い、三年生が全員留学するという英語に特化した教育を行う蘭陽キャンパスが学生の募集を開始した。なお台北キャンパスにおいては、外国人を対象とした中国語コースが開設されており、数週間単位からの受講が可能。

## 歴史
| 年     | 月日 | 事跡                                     |
| ------ | ---- | ---------------------------------------- |
| 1950年 | 9月  | 「淡江英語専科学校」として開校           |
| 1954年 |      | 英文学科設立                             |
| 1963年 |      | 物理学科設立                             |
| 1975年 |      | ドイツ語文学科、フランス語文学科設立     |
| 1958年 | -    | 「淡江文理学院」と改称                   |
| 1980年 | -    | 大学への昇格が認可され「淡江大学」と改称 |
| 2006年 |      | スペイン語文学科設立                     |

## 組織
| | |
| - 文学部 - 中国文学科 - 歴史学科 - 図書館情報学科 - 大衆コミュニケーション学科 - 情報コミュニケーション学科 - 漢語文化・文献資料研究所 - 理学部 - 数学科 - 物理学科 - 化学学科 - 生命科学研究所 - 生命科学開発センター - 工学部 - 建築学科 - 土木工学科 - 水資源及環境工学科 - 機械機電工学科 - 化学材料工学科 - 電機工学科 - 情報工学科 - 航空宇宙工学科 - 流体工学研究センター - 水資源管理政策研究センター - 商学部 - 国際貿易学科 - 財務金融学科 - 経済学科 - 産業経済学科 - 保険学科 - 管理学部 - 企業管理学科 - 会計学科 - 運輸管理学科 - 経営決定学科 - 統計学科 - 情報管理学科 - 管理科学研究所 - 応用統計研究所 - 情報管理研究所 - 外国語文学部 - 英文学科 - スペイン語文学科 - フランス語文学科 - ドイツ語文学科 - 日本語文学科 - ロシア語文学科 | - 国際事務学院 - 国際事務・戦略研究所 - 外交・国際関係学部 - 国際観光管理学部 - グローバル政治経済学部、日本政経研究修士課程 - 教育学部 - 教育科学技術学科 - 教育政策指導研究所 - 教育心理カウンセリング研究所 - 未来学研究所 - 教職養成センター - 教養課程センター - 遠隔地教育センター - カリキュラム教育研究センター - 高等教育研究評価センター - 技術学部 - 管理学科 - 国際企業経営科 - 財務科 - 建築技術科 - 建築学科 - 応用日本語学科 - 起業発展学部 - 情報ソフト学科 - 情報ツウシンテクノロジー管理学系 - グローバル化研究学部 - グローバル政経済学科 - 多元文化言語学科 - 成人教育部 - 進修教育センター - 推広教育センター - 日本語センター - 中国語センター - 研究センター - 聾唖者支援センター - 情報応用研究センター - 漢学研究センター - チベット研究センター - 生命科学開発センター - 水資源管理政策研究センター - 風工学研究センター - 産業金融研究センター - 統計調查研究センター - グローバル化及び異文化研究センター - EU研究センター - 技術及び輸送技術研究センター - ナノテクノロジー研究センター |

## 主な出身者
- 許瑋倫 - 女優、タレント
- 桂綸鎂 - 女優
- 盧廣仲 - 歌手
- 周定緯（中国語版） - 歌手
- 古龍 - 作家
- カルロス・ホセ・フレイタス・ロドリゲス - パラグアイの外交官、駐台大使